# Хемніц
Хемніц (нім. Chemnitz) — місто в Німеччині, у федеральній землі Саксонія. Третє за населенням та економічним значенням місто Саксонії. Населення міста станом на 31 грудня 2020 становить 244 401 мешканців. Центром наукового життя є Технічний університет.

## Походження назви
Хемніц був названий за невеликою річкою Кемніц, що є притокою річки Цвіккауер-мульде. Саме слово chemnitz походить з мови лужицьких сербів і означає «кам'янистий струмок». Чеською мовою місто називається Saská Kamenice, що перекладається як «Саксонський Кам'янець».

## Історія
XII століття імператор Лотар II заснував місто біля броду річки Кемніц (Кам'яниця), яка отримала свою назву від слов'янських племен, можливо, через кам'янисте русло. Назва річки пізніше перейшла на місто (лужицькою мовою воно називається Kamjenica).
До 1308 року Хемніц був імперським містом. Вже в середньовіччі місто було економічним центром, особливо через отриманий XIV століття привілеї відбілювання.
З 1531 року в Хемніці жив відомий німецький вчений, один з основоположників мінералогії   Георгій Агрикола.
Наприкінці XVIII століття Хемніц став одним з найбільших центрів промисловості Німеччини. Чисельність населення помітно зросла, а місто отримало прізвисько «Саксонський Манчестер» і «сажний Кемніц».
Наприкінці Другої світової війни місто зазнало бомбардувань британсько-американської авіації. Бомбардування 5 березня 1945 року сильно зруйнували місто.

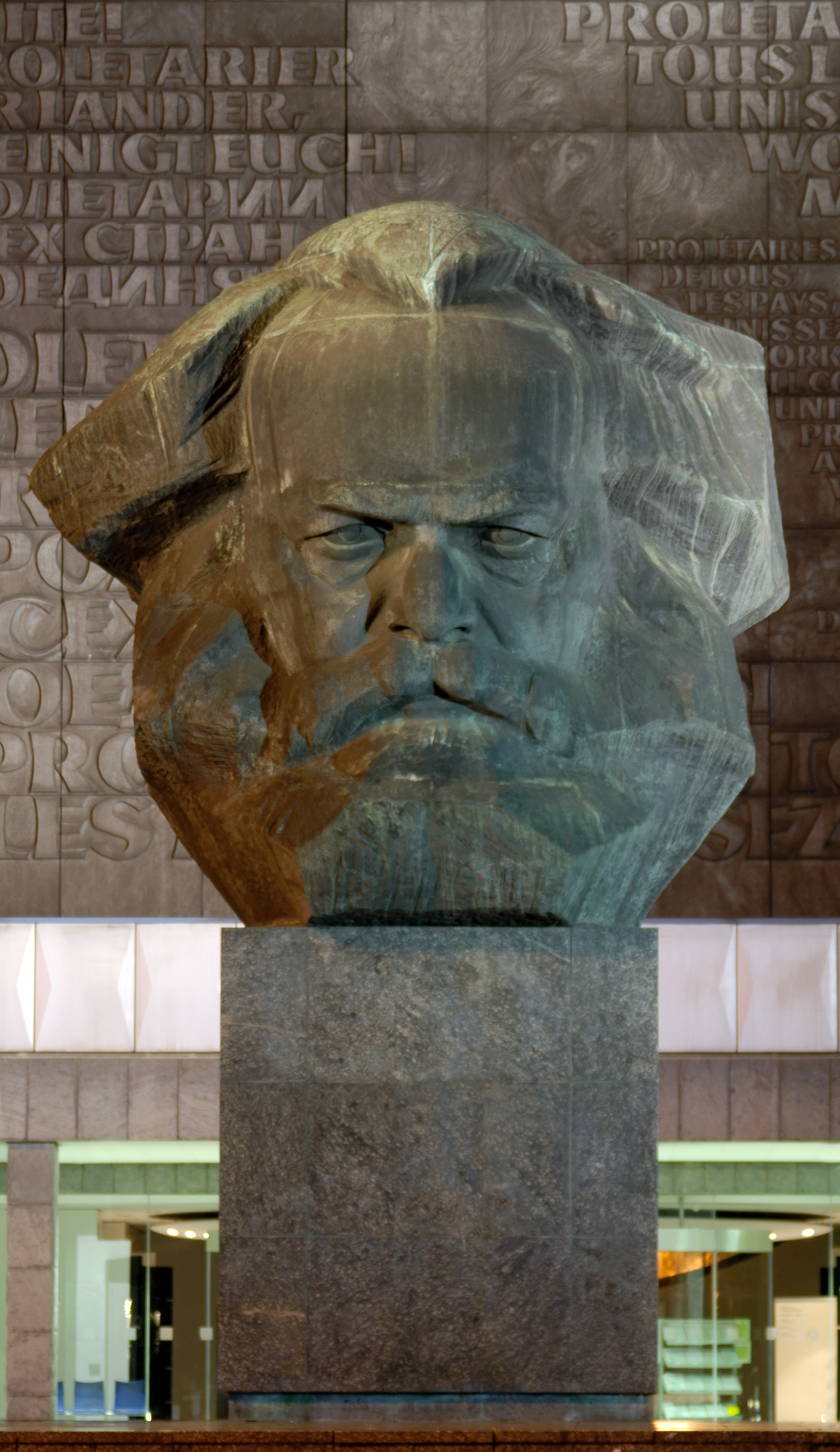
Пам'ятник Карлу Марксу

10 травня 1953 року рішенням уряду НДР місто було перейменоване в Карл-Маркс-Штадт (нім. Karl Marx--Stadt) на честь філософа Карла Маркса. 23 квітня 1990 року 76 % мешканців проголосували за те, щоб повернути місту стару назву. З 1 червня 1990 року місто знову носить назву Хемніц.
У середині 1990-х років почалася перебудова центру міста. Навколо будівлі ратуші виникло безліч магазинів.

## Промисловість
У місті працював машинобудівний завод Гартмана (Sächsische Maschinenfabrik) який випускав різні серії паровозів, зокрема XII H2 і автозавод VEB Barkas-Werke, що випускав мікроавтобуси і фургони моделі Barkas B1000, а також легкі вантажівки на їхній основі.

## Культура і освіта
- Технічний університет Кемніц

## Спорт
Поблизу міста розташована траса Заксенринг.

## Уродженці
- Йоахим Вах
- Стефан Гайм
- Сілке Отто
- Ютта Мюллер
- Бернд Розенмаєр
- Йоганнес Фріснер
- Карпіловська Євгенія Анатоліївна — український мовознавець.
- Георг Александер фон Мюллер (1854—1940) — німецький військово-морський діяч, адмірал.
- Ульріке Таубер (* 1958) — німецька плавчиня, олімпійська чемпіонка.
- Даніель Розенфельд (C418) (* 1989) — німецький композитор.

## Почесні громадяни
- Отто фон Бісмарк
- Карл Шмідт-Ротлуфа
- Биковський Валерій Федорович
- Зигмунд Єн
- Ютта Мюллер
- Катаріна Вітт
- Стефан Гайм
- Зігмунд Ротштайн